# Berner Sennenhund
Der Berner Sennenhund, veraltend Dürrbächler, ist eine von der FCI (FCI-Gruppe 2, Sektion 3, Standard Nr. 45) anerkannte Schweizer Hunderasse, die zum Rassetyp der Sennenhunde zählt.

## Beschreibung
Der Berner Sennenhund ist ein kräftiger Hund, der bis zu 70 cm Schulterhöhe erreicht. Das Fell ist lang und weich, es sollte schlicht (glatt) oder höchstens leicht gewellt sein. Auch die nicht sehr grossen, hoch angesetzten Hängeohren sind behaart. Den Hauptakzent des dreifarbigen Hundes setzt der schwarze Mantel über Rumpf, Hals, Kopf und Rute. An der Stirn beginnt eine weisse symmetrische Blesse, die sich zur Schnauze hin verbreitert, aber höchstens bis an die Lefzenwinkel reichen soll. Ein weisses Brustkreuz und weisse Pfoten sind weitere Merkmale. Häufig kommt auch eine weisse Rutenspitze vor. Braunrote Flecken über den Augen gaben ihm den alten Namen „Vieräugler“. Braunrote Backen und ebensolche Abzeichen seitlich des weissen Brusthaars und an den Beinen runden das Bild ab. Vorder- und Hintergliedmassen sollten gut gewinkelt sein. Der Bewegungsablauf sollte „frei und ausgreifend“ sein.

## Verwendung
Berner Sennenhunde sind wenig geeignet für Hundesportarten, die ihnen große Wendigkeit und Schnelligkeit abverlangen, wie beispielsweise Agility. Es bieten sich die Zughundearbeit, eine Rettungs- oder Fährtenhundeausbildung, sowie Einsatzbereiche an, bei denen eine Art vorausahnender Gehorsam erforderlich ist. Sie brauchen viel Bewegungsfreiheit. Heißes Wetter macht ihnen aufgrund ihres langen und dichten Fellkleides zu schaffen. Im Winter und bei kühlen oder frostigen Temperaturen fühlen sie sich wohl.

## Gesundheitliches
Berner Sennenhunde sollten nicht als Etagenhunde (ohne Aufzug) gehalten werden, da bei ihnen, wie bei anderen grossen Hunderassen auch, Gelenkprobleme (Hüftgelenks-, Ellbogendysplasie) auftreten können. Zudem weisen sie eine erhöhte Anfälligkeit für Nieren- und Krebserkrankungen (insbesondere Maligne Histiozytose und Mastzelltumoren) sowie der Meningitis-Arteriitis auf. Die Mortalität der Rasse ist laut einer neueren Studie doppelt so hoch, wie es die Populationsgrösse erwarten liesse; bösartige Tumoren sind bereits ab dem Alter von vier Jahren eine bedeutende Todesursache. 17 Prozent aller Berner Sennenhunde sterben vor dem Alter von fünf Jahren, 45 Prozent vor dem Alter von 8 Jahren, und 72 Prozent werden keine 10 Jahre alt.
Ebenso wie die oben genannten Krankheiten gehört die degenerative Myelopathie zu den Erbkrankheiten des Berner Sennenhundes. Da diese autosomal-rezessiv vererbt wird, kann durch einen DNA-Test verhindert werden, dass belastete Hunde miteinander verpaart werden. Seit 2011 ist auch ein Gentest für eine neu identifizierte Mutation im SOD1-Gen bekannt.
Im Auftrag des Schweizer Sennenhundvereins für Deutschland (SSV) wurde die Lebenserwartung des Berner Sennenhunds wissenschaftlich untersucht. Diesen Untersuchungen zufolge liegt die derzeitige mittlere Lebenserwartung bei 7 Jahren und 6 Monaten.
Die im VDH anerkannten Rassezuchtvereine verwenden Zuchtstrategien zur Bekämpfung von Erbkrankheiten. Transparenz über mehrere Generationen bezüglich Hüftdysplasie, Ellbogendysplasie, Altersstruktur und Verhalten sind hierfür Voraussetzung. Bei der Zucht bedienen sich die Züchter des SSV der Zuchtwertschätzung. Es wird mit Blick auf Langlebigkeit gezüchtet. Der SSV hat 2009 den phänotypischen Zuchtwert Lebensdauer, eingeführt, seit 2012 gibt es auch einen genomischen Zuchtwert für Langlebigkeit.
Der SSV hat 2013 einen genomischen Zuchtwert (Pretest) für das histiozytäre Sarkom (Maligne Histiozytose) eingeführt. Dieser Test beschreibt das Risiko für diese Erkrankung. Die Zuchtwerte für Langlebigkeit sind mit den Genomzuchtwerten für das histiozytäre Sarkom korreliert, jedoch nicht identisch. Das bedeutet, dass Hunde mit hohen Genomzuchtwerten für Langlebigkeit ein geringeres Risiko für histiozytäres Sarkom aufweisen und umgekehrt Hunde mit einem sehr geringen Risiko für histiozytäres Sarkom eine höhere Lebenserwartung haben. Da es neben dem histiozytären Sarkom noch andere erbliche Todesursachen bei Berner Sennenhunden gibt und auch einige Hunde mit histiozytärem Sarkom – vermutlich durch eine ausgeprägte Immunabwehr – alt werden, wird der weitergehende Zuchtwert für Langlebigkeit auch weiterhin verwendet.

## Wesen
Berner Sennenhunde sind selbstsicher, gutmütig und freundlich. Sie haben einen ausgeprägten Wachtrieb, ohne dabei aggressiv zu sein. Sie sind heute nicht nur gute Haus- und Hofhunde, sondern auch beliebte Familienhunde, wenn sie sorgfältig sozialisiert und ausgelastet werden.

## Verwandte Rassen
Neben dem Berner Sennenhund gibt es weitere drei Hunderassen, die zu den Schweizer Sennenhunden zählen: Der Grosse Schweizer Sennenhund, der Appenzeller Sennenhund und der Entlebucher Sennenhund. Von den vier Sennenhundrassen erfreut sich vor allem der Berner Sennenhund wachsender Beliebtheit.